# لانس أولريد
لانس أولريد (بالإنجليزية: Lance Allred) (مواليد 1981 – م) هو لاعب كرة السلة من الولايات المتحدة الأمريكية. ولد في سولت ليك سيتي.

## روابط خارجية
- لانس أولريد على موقع إن بي أي (الإنجليزية)
- لانس أولريد على موقع سبورتس رفرنس (الإنجليزية)
- لانس أولريد على موقع كرة السلة الأوروبية.كوم (الإنجليزية)
- لانس أولريد على موقع كلية كرة السلة في سبورتس رفرنس.كوم (الإنجليزية)
- لانس أولريد على موقع ريلجم (الإنجليزية)
- لانس أولريد على موقع بروبوليرز (الإنجليزية)
- لانس أولريد على موقع سبورتس رفرنس (الإنجليزية)
- لانس أولريد على موقع سبورتس رفرنس (الإنجليزية)